# Chalcoecia patina
Chalcoecia patina är en fjärilsart som beskrevs av Paul Dognin 1922. Chalcoecia patina ingår i släktet Chalcoecia och familjen nattflyn. Inga underarter finns listade i Catalogue of Life.